# Ceres (Spijk)
De Ceres is een koren- en pelmolen in het Groningse Spijk. 
De molen werd in 1839 gebouwd door de familie Houtman. Tot ongeveer 1987 is een nazaat van deze familie actief geweest op deze molen. Sindsdien zijn er vrijwillige molenaars actief. De molen is qua inrichting erg uniek en wordt als lesmolen voor het pellen gebruikt. Tegenwoordig is hij eigendom van de Stichting Het Groninger Landschap.
Bijzonder aan deze molen is verder dat de houten onderbouw rust op stenen stiepen, taps toelopende blokken die fungeren als fundamenten voor het molenlichaam. Benevens een rietgedekte kap. 
De molen is vernoemd naar Ceres, de Romeinse godin van de akkerbouw en het graan.

Zaterdag in de oneven weken van 13:00 tot 17:00 uur is de molen te bezoeken.